# 1 Lupi
Ne doit pas être confondu avec ι (Iota) Lupi.
Désignations
1 Lupi (en abrégé 1 Lup) est une étoile de la constellation australe du Loup. Elle porte également la désignation de Bayer de i Lupi, 1 Lupi étant sa désignation de Flamsteed. Elle est visible à l'œil nu avec une magnitude apparente de 4,91. D'après la mesure de sa parallaxe annuelle par le satellite Gaia, l'étoile est distante d'approximativement ∼ 2 140 a.l. (∼ 656 pc) de la Terre. Elle s'en rapproche à une vitesse radiale héliocentrique de −22,5 km/s.
1 Lupi est une étoile évoluée qui a quitté la séquence principale. Houk (1982) l'a classée comme une étoile géante jaune-blanc ordinaire de type spectral F1III, tandis que Gray et al. (2001) lui ont donné un type de F0Ib-II, suggérant plutôt qu'il s'agit d'une supergéante ou d'une géante lumineuse. L'étoile est environ sept fois plus massive que le Soleil et elle est estimée être âgée d'environ 47 millions d'années. Son rayon est environ 41 fois plus grand que le rayon solaire, elle est 2 900 fois plus lumineuse que le Soleil et sa température de surface est de 6 867 K.